# Marsiliana
La marsiliana (o marciliana) era un importante tipo di nave veneziana, in uso soprattutto tra i secc. XVI-XVII e scomparsa definitivamente dall'uso navale verso gli inizi dell'Ottocento.
Fu impiegata prettamente per uso mercantile, preferita dapprima per rotte piuttosto brevi, soprattutto nell'Adriatico; successivamente, grazie all'incremento del tonnellaggio, le direttrici di navigazione si dilatarono sino al Mediterraneo orientale.
Tuttavia, a causa dei frequenti sovraccarichi e della bassa struttura dello scafo, era molto esposta ai naufragi, nonché all'attacco dei pirati che ne sfruttavano anche la caratteristica di essere nave non armata.